# マリヤム・トゥザニ
- マリヤム・トゥザニ
- マルヤム・トゥザニ

マリヤム・トゥザニ（1980年9月17日生 - ) はモロッコの映画監督・俳優である。マルヤム・トゥザニと表記されることもある。高い評価を受けた映画『モロッコ、彼女たちの朝』（2019）で知られている。本作は第92回アカデミー賞国際長編映画賞のモロッコ代表に選ばれ、次作『青いカフタンの仕立て屋』（2022）も第95回アカデミー賞国際長編映画賞のモロッコ代表となった。

## 生い立ち
トゥザニは1980年にタンジェで生まれた。2003年にロンドンでメディアコミュニケーションとジャーナリズムの修士号を取得し、映画ジャーナリストとしてのキャリアを歩み始めた。

## キャリア
最初は脚本家として働くかたわら短編やドキュメンタリー映画を撮り、2011年に短編映画 Quand ils dorment を撮った。この作品はアカデミー賞出品基準を満たす映画祭であるウエスカ国際映画祭審査員特別賞を含む17の賞を受賞した。2014年に長編ドキュメンタリーデビュー作であり Sous Ma Peau Vieille を撮影したが、この作品はモロッコにおける売春をとりあげたものであり、モロッコで非常に評価された。このドキュメンタリーが成功したため、これをもとに夫であるナビル・アユチが監督をつとめた長編の劇映画 Much Loved が作られ、2015年に公開された。
2015年末にトゥザニは短編2作目 Aya va à la plage を撮ったが、この作品は小さな子どもを家内労働者として搾取することについてのものである。
2017年にトゥザニは夫とともに Razzia の脚本を書き、主演サリマ役もつとめた。2019年に最初の長編劇映画『モロッコ、彼女たちの朝』を撮った。本作は第72回カンヌ国際映画祭の「ある視点」部門に出品された。第92回アカデミー賞の国際長編映画賞モロッコ代表となったが、候補にはならなかった。同年にトゥザニはアカデミー会員となった。
2022年にトゥザニの次作『青いカフタンの仕立て屋』が第75回カンヌ国際映画祭で「ある視点」FIPRESCI賞を受賞した。
2022年にトゥザニは『サイト&サウンド』が10年ごとに行っている、活躍中の映画監督に10本を選出してもらって史上最高の映画を選ぶ投票企画に参加した。トゥザニが選んだのは『東京物語』（1953）、『自転車泥棒』（1948）、『特別な一日』（1977）、Ali Zaoua（2000）、『仮面/ペルソナ』（1966）、『キッド』（1921）、『花様年華』（2000）、『ゲームの規則』（1939）、『鏡』（1975）、『モダン・タイムス』（1936）である。

## フィルモグラフィ

### 監督
| 年   | 映画                   | 備考                 |
| ---- | ---------------------- | -------------------- |
| 2014 | Sous ma peau vieille   | ドキュメンタリー     |
| 2019 | モロッコ、彼女たちの朝 | [ 18 ]               |
| 2022 | 青いカフタンの仕立て屋 |                      |
| 2025 | Calle Malaga           | ポストプロダクション |

### 脚本家のみ
| 年   | 映画                  | 備考       |
| ---- | --------------------- | ---------- |
| 2017 | Razzia                | 主演も兼任 |
| 2022 | Casablanca Beats      |            |
| 2024 | Everybody Loves Touda |            |

### 短編
| 年   | 映画              | 役割       | 備考 |
| ---- | ----------------- | ---------- | ---- |
| 2012 | Quand ils dorment | 監督・脚本 |      |
| 2015 | Aya va à la plage | 監督       |      |